# Rhader Mühle

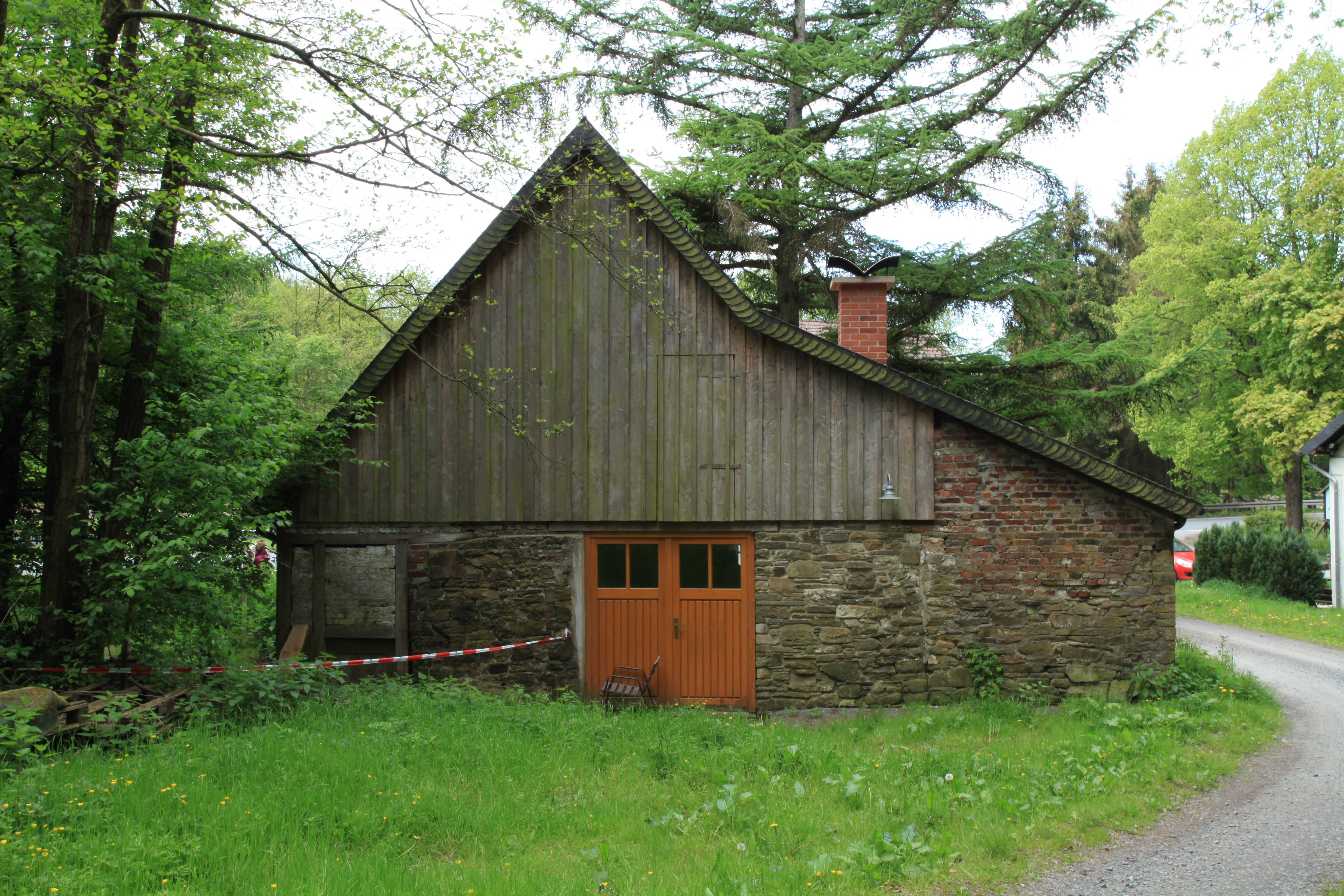
Rhader Mühle

Die Rhader Mühle steht in Kierspe im Ortsteil Rhadermühle an der Bollwerkstraße (Bundesstraße 54). Am 14. März 1989 erfolgte eine Eintragung der ehemaligen Kornmühle in der Liste der Baudenkmäler in Kierspe unter laufender Nummer 48.
Die Wassermühle wurde 1716 erstmals erwähnt. Sie war eine Zwangsmühle und zuletzt eine Bäckerei. Bei Renovierungen wurde die Backstube mit dem holzbeheizten Steinbackofen wiederhergestellt, in dem über 60 Brote gleichzeitig gebacken werden können.